# 格倫卡本 (伊利諾伊州)
格倫卡本（英語：Glen Carbon）是位於美國伊利諾伊州麥迪遜縣的一個村落。

## 地理
格倫卡本的座標為38°45′35″N 89°58′09″W / 38.75972°N 89.96917°W，而該地最高點為海拔高度147米（即482英尺）。

## 人口
根據2010年美國人口普查的數據，格倫卡本的面積為26.49平方千米，當中陸地面積為26.10平方千米，而水域面積為0.39平方千米。當地共有人口12934人，而人口密度為每平方千米488人。